# Nackasändaren

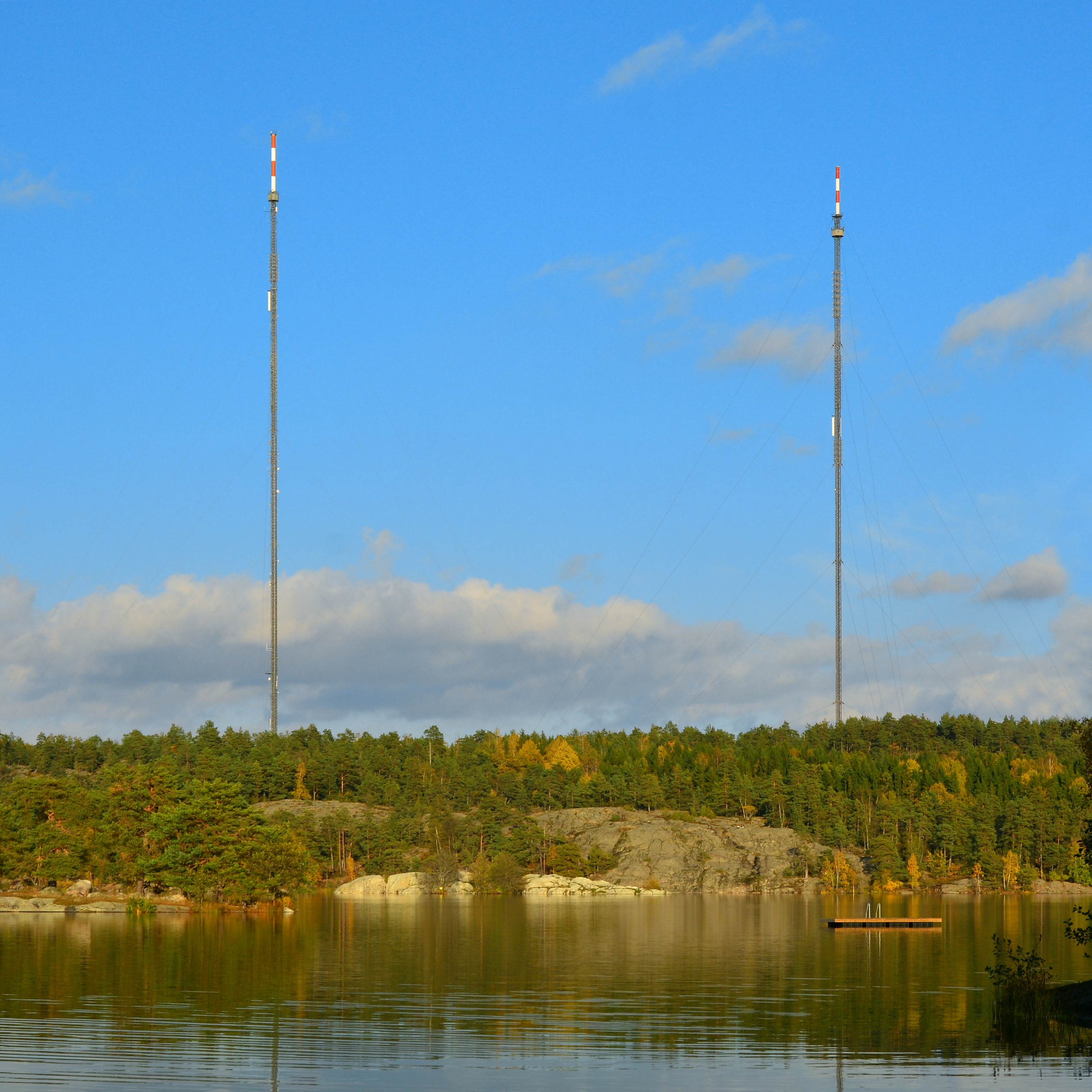
Nackamasterna med Källtorpssjön i förgrunden, 2014.

Nackasändaren eller Nackamasterna är en av 54 FM/TV-stationer i det svenska marknätet för TV och radio. Den är belägen i naturområdet Nackareservatet i Nacka kommun och innefattar två kabeluppspända master som båda är 299 meter höga. Nackamasterna förser Stockholmsområdet med över 50 digitala tv-kanaler samt 11 analoga och 29 digitala radiokanaler. Anläggningen drivs av Teracom.

## Historik

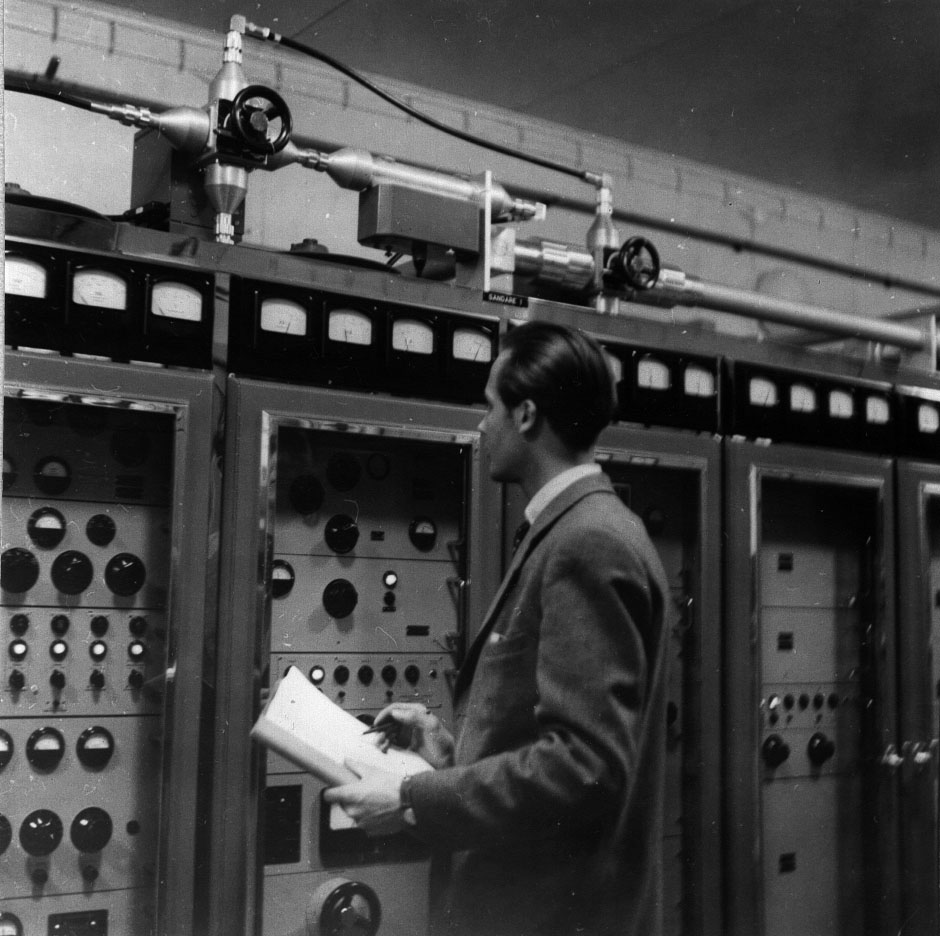
Johan Wihlander 1956 vid några avläsningspaneler i Nacka FM/TV-station.

Nackasändaren var den första reguljära TV-sändaren i Sverige. Stationen uppfördes något väster om den nuvarande stationen på en 56 m hög bergsplatå i Hästhagen intill Källtorpssjön. Den togs i bruk 15 september 1956 och bestod då av två 193 m höga master för mellanvåg. Själva tv-antennen, en vändkorsantenn för tv-kanal E4 satt i toppspiran på en av de två masterna. I toppen på den andra masten satt antenner för FM-sändningar. Själva mellanvågssändaren på 2×150 kW ersatte den omoderna Spånga Rundradiostation på 55 kW som hade varit i drift sedan 1930. 
Den första av de två nuvarande masterna restes 1965. Den 1 juni 1981 stängdes mellanvågsstationen för gott, 2 november 1983 annonserades de två ursprungliga masterna ut för skrotning och den 7 december 1983 sprängdes de. Den andra av de nuvarande masterna restes därefter 1984. I dag når sändaren ett par miljoner människor i stockholmsområdet med TV- och radiosändningar och fungerar som reserv till marknätets knutpunkt i Kaknästornet. I mars 2007 stängdes de analoga tv-sändningarna från Nackastationen. Idag (2013) sänds över 50 digitala tv-kanaler, 11 analoga och 8 digitala radiokanaler härifrån.
Mellanvågssändaren använde 773 kHz men från och med 1978 (då Genèveplanen, Geneva Frequency Plan of 1975, började gälla) 774 kHz vilken den behöll fram till nedläggningen.

## Masterna
Det nya med Nackasändaren var att hela anläggningen låg nedsprängd i berget och fjärrmanövrerades från en central. Utrustningen hade levererats av Standard Telephones and Cables Ltd i Storbritannien och masterna av den västtyska stålbyggnadsfirman C.H Jucho i Dortmund. Masterna var av typen rörmaster med diametern 1,7 m och höjden 193 m inklusive toppspira på 33 m. De bestod av 48 cylindrar av 8 mm galvaniserad stålplåt med en konisk underdel med en instigningslucka staplade på varandra.
Själva masterna fungerade som aktiva antennelement och hade riktverkan för att skydda sändningarna från Kairo som man delade frekvens med. I takt med att de mer störningsfria FM-sändningarna vann mark, tappade AM-sändningarna allt fler lyssnare. Vid gynnsamma förhållanden kunde FM-sändningarna nå längre än AM-sändningarna. Det finns rapporter om att FM-sändningarna hade hörts över 50 mil bort.[källa behövs]

### Ny belysning
I september 2013 byttes blinkljusen i toppen och mitten på den norra masten, till en modern och energisnål LED-teknik. Den tidigare mekaniska belysningen var från 1970-talet och förde med sig kostnader i form av reservdelar och byten i masten. Spridningsvinkeln av de nya blinkljusen är snävare än tidigare. Det innebär att skenet syns mycket tydligt från luften och för passerande flygplan men mindre från marken.

### Bilder

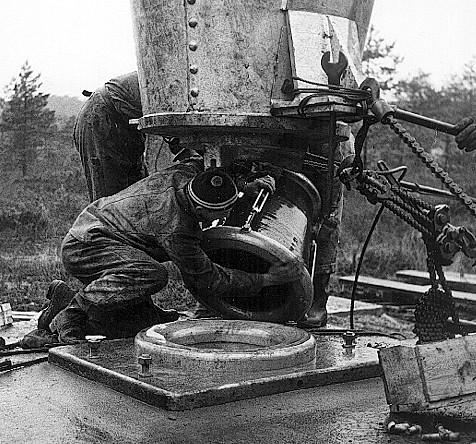
Fundament och mastfot, 1955
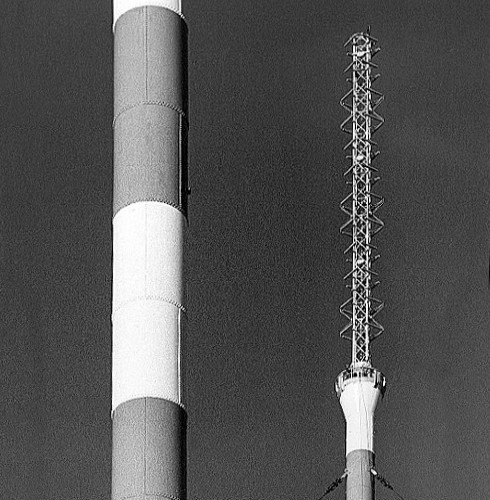
Masttoppen, 1955
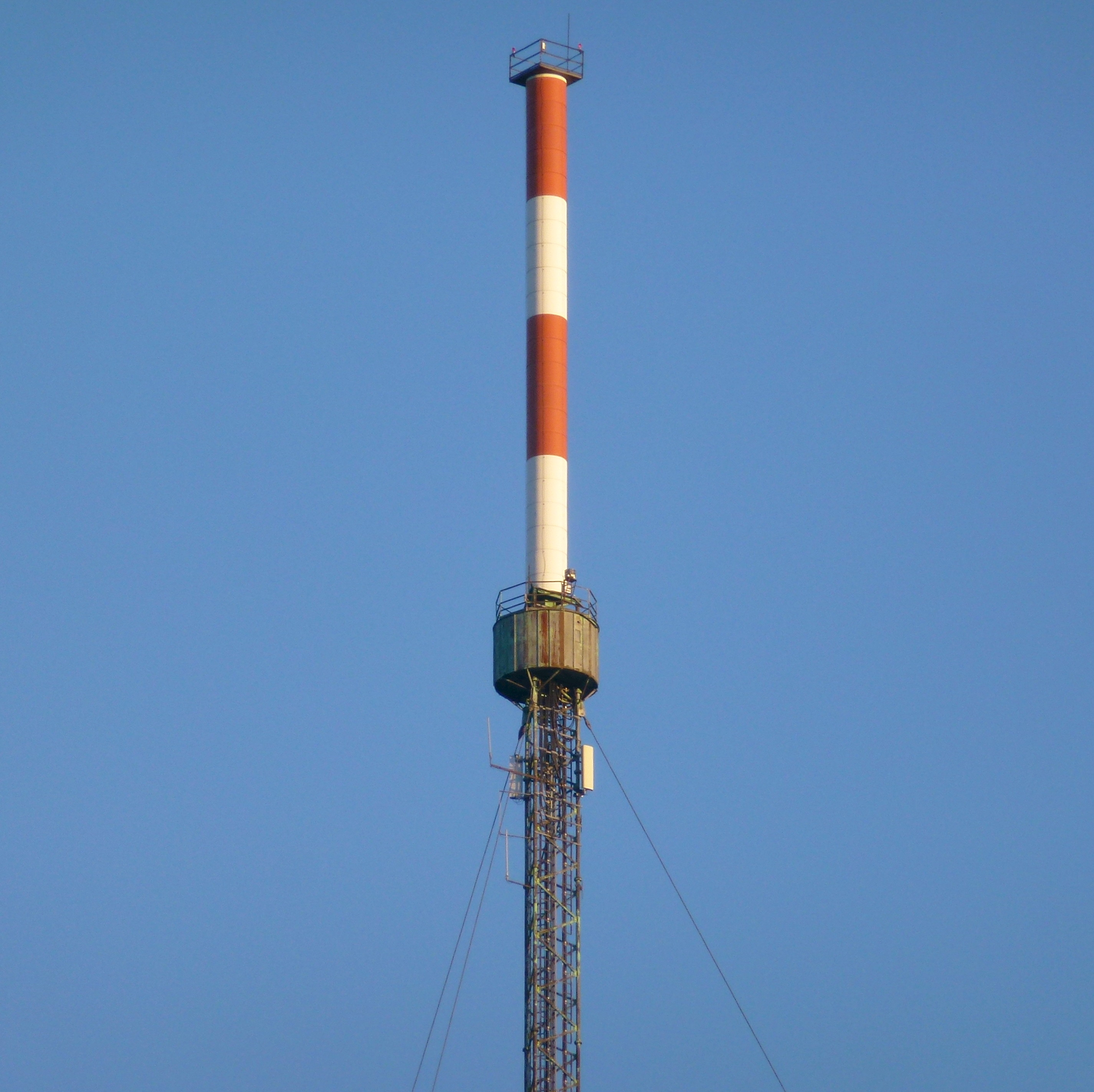
Masttoppen, norra masten, 2013
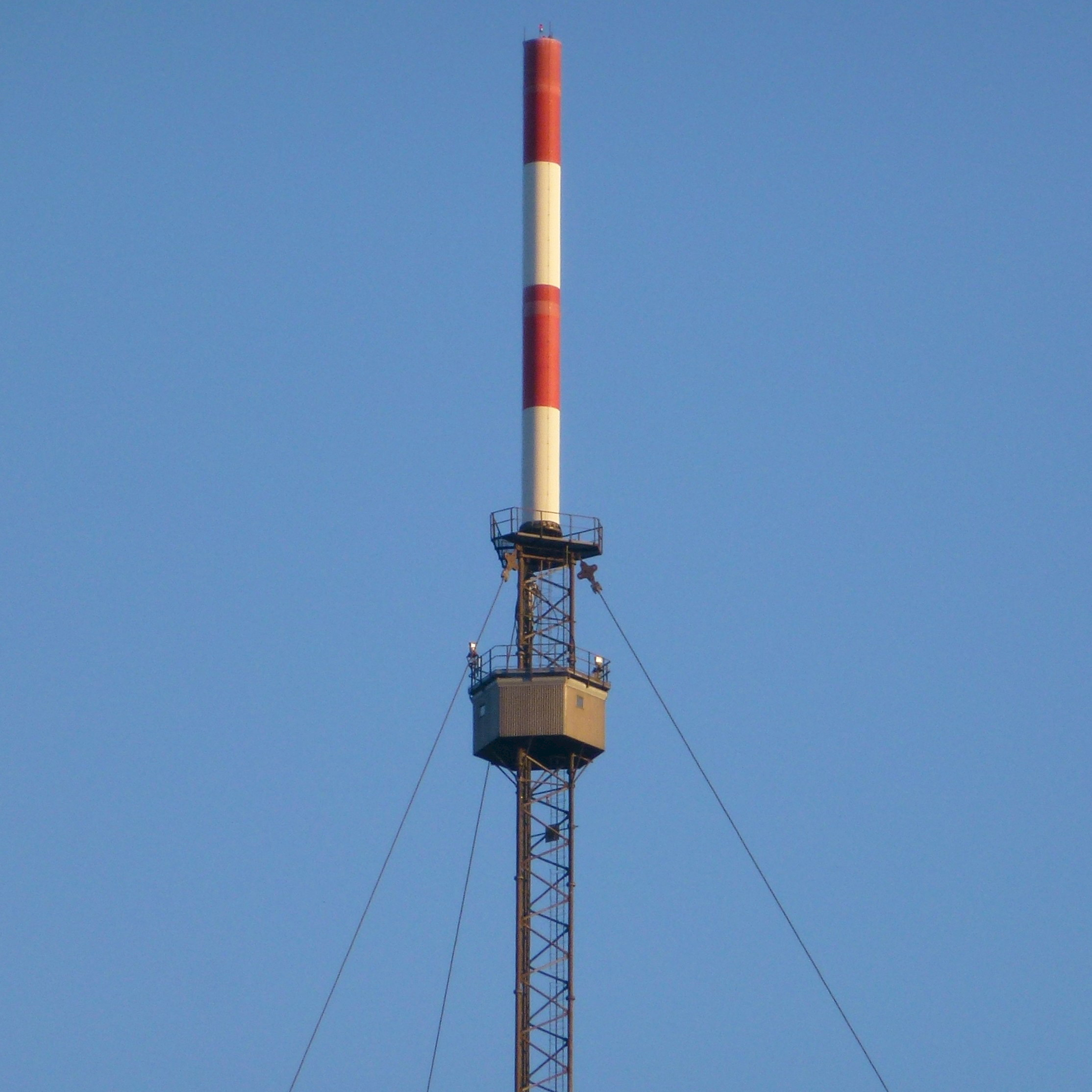
Masttoppen, södra masten, 2013
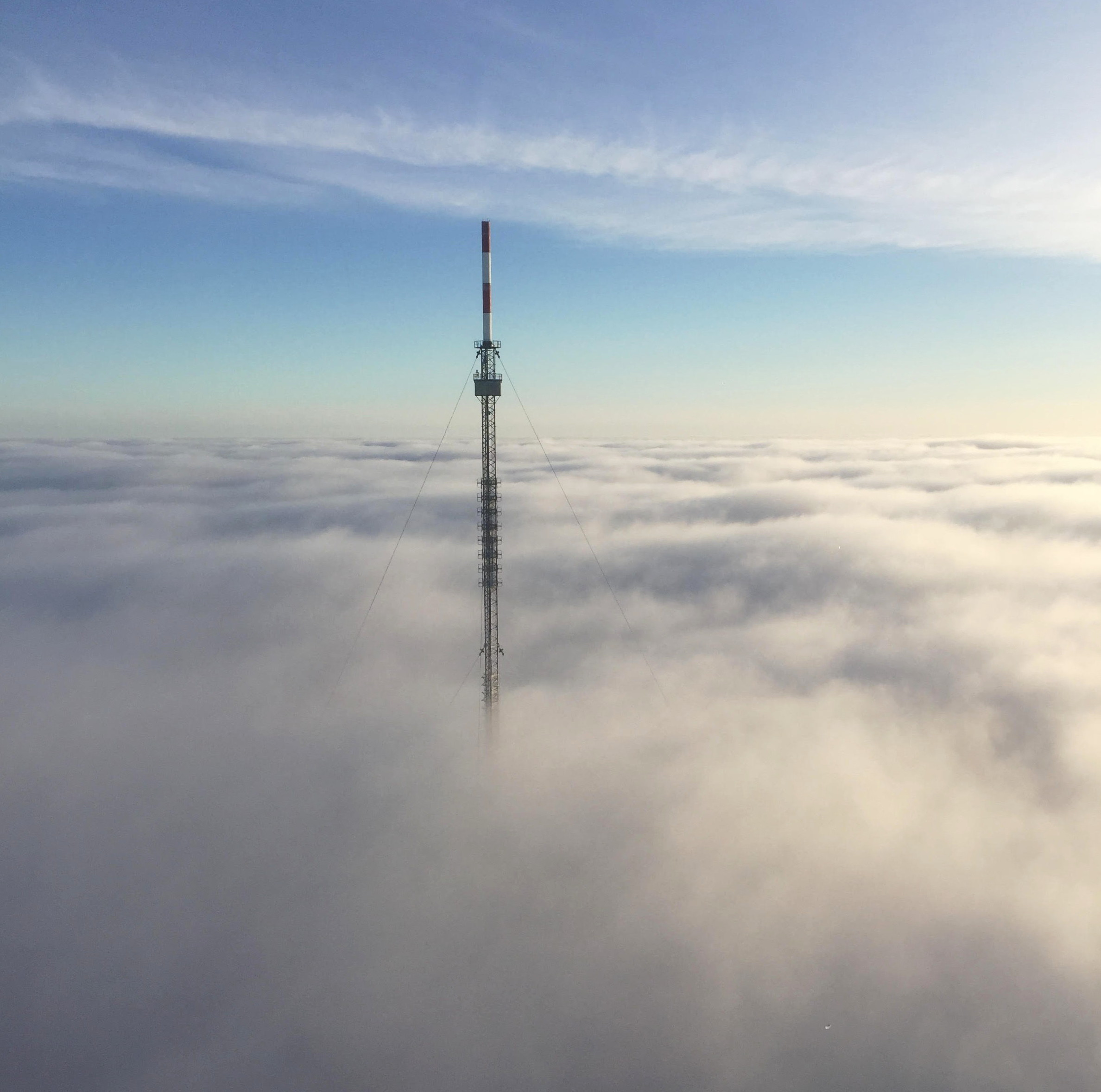
Masttoppen, södra masten ovan molnen, 2017

### Masternas koordinater
- 59°17′51″N 18°10′23″Ö / 59.29750°N 18.17306°Ö (norra masten, rest 1965)
- 59°17′46″N 18°10′35″Ö / 59.29611°N 18.17639°Ö (södra masten, rest 1984)

De två mellanvågsmasterna, som revs 1983, hade följande koordinater:
- 59°17′43″N 18°10′37″Ö / 59.29528°N 18.17694°Ö (norra mellanvågsmasten, rest 1956, riven 1983)
- 59°17′41″N 18°10′43″Ö / 59.29472°N 18.17861°Ö (södra mellanvågsmasten, rest 1956, riven 1983)